# Xã Chilhowee, Quận Johnson, Missouri
Xã Chilhowee (tiếng Anh: Chilhowee Township) là một xã thuộc quận Johnson, tiểu bang Missouri, Hoa Kỳ. Năm 2010, dân số của xã này là 1.140 người.